# Bacteriëmie
Bacteriëmie is het verschijnsel van bacteriën in de bloedbaan. Dit mag niet worden verward met sepsis. Bacteriëmie ontstaat altijd bij extractie (trekken) van een tand of kies, maar kan ook veroorzaakt worden door tandenpoetsen, endoscopie, het inbrengen van een katheter of bij vaginale geboorte. Deze bacteriëmieën zijn over het algemeen transiënt (voorbijgaand, kortstondig), wat betekent dat het bloed na enkele minuten alweer geklaard is.